# Маццини, Адольфо
Адольфо Маццини (итал. Adolfo Mazzini; 1 сентября 1909, Мачерата, Марке — 16 февраля 2006, Рим) — итальянский баскетболист. Участник летних Олимпийских игр 1936 года.

## Биография
Адольфо Маццини родился 1 сентября 1909 года в итальянском городе Мачерата.
В 1920—1930-е годы играл в баскетбол за «Джиннастика Рома» из Рима, дебютировал в команде в 18-летнем возрасте. В её составе четыре раза выигрывал чемпионат Италии (1928, 1931, 1933, 1935).
В 1936 году вошёл в состав сборной Италии по баскетболу на летних Олимпийских играх в Берлине, поделившей 7-8-е места. Провёл 1 матч против сборной Филиппин, набрал 10 очков.
Матч на Олимпиаде стал для Маццини единственным в карьере в составе сборной Италии. После Игр он выступал на протяжении ещё нескольких сезонов.
Умер 16 февраля 2006 года в Риме.